# Crossopriza soudanensis
Crossopriza soudanensis là một loài nhện trong họ Pholcidae. Loài này được phát hiện ở Mali và Burkina Faso.